# Якимовичі
Якимо́вичі — село в Україні, в Сумській області, Роменському районі. Населення становить 19 осіб. Входить до складу Андріяшівської сільської громади. До 2020 орган місцевого самоврядування — Анастасівська сільська рада.

## Географія
Село Якимовичі розташовані на одному із витоків річки Бобрик, нижче за течією 1 км розташоване село Лукашеве.

## Історія
Село засноване в 1929 році. За свідченням архівних документів, першими поселенцями цього населеного пункту вважаються брати Василь, Іван, Петро та Павло. По батькові всіх чотирьох звали Якимовичі. Ця деталь була спостережена народом і вдало покладена в основу найменування.
Село постраждало внаслідок геноциду українського народу, проведеного урядом СРСР 1923—1933 та 1946—1947 роках.[джерело?]